# Earthworm Jim-serien
Earthworm Jim-serien är en dator- och TV-spelsserie bestående av plattformsspel blandade med skjutinslag och humor utgivna av Interplay. Serien har funnits sedan 1994.
En TV-serie baserad på spelen sändes från 1995 till 1996. Serien sändes i Sverige på TCC.

## Spel
| Titel                              | Släppår |
| ---------------------------------- | ------- |
| Earthworm Jim                      | 1994    |
| Earthworm Jim 2                    | 1995    |
| Earthworm Jim 3D                   | 1999    |
| Earthworm Jim: Menace 2 the Galaxy | 1999    |
| Earthworm Jim HD                   | 2010    |
| Earthworm Jim 4                    | ?       |

### Fotnoter
1. ↑  Matt Casamassina (22 april 2008). ”Earthworm Jim Returns”. IGN. Arkiverad från originalet den 27 april 2008. https://web.archive.org/web/20080427122558/http://wii.ign.com/articles/868/868718p1.html. Läst 23 april 2008.
2. ↑  ”Earthworm Jim series” (på engelska). Mobygames. http://www.mobygames.com/game-group/earthworm-jim-series. Läst 21 april 2015.